# Asplenium subnormale
Asplenium subnormale là một loài dương xỉ trong họ Aspleniaceae. Loài này được Copel. mô tả khoa học đầu tiên.
Danh pháp khoa học của loài này chưa được làm sáng tỏ. 